# Lista de singles número um na Billboard Hot 100 em 2009
A seguir apresenta-se a lista dos singles número um na Billboard Hot 100 em 2009. A Billboard Hot 100 é uma tabela musical que classifica o desempenho de singles nos Estados Unidos. Publicada semanalmente pela revista Billboard, os seus dados são recolhidos pela Nielsen SoundScan, baseando-se em cada venda semanal física, e também popularidade da canção nas rádios. Em 2009, quatorze canções atingiram o topo da tabela. No entanto, "Single Ladies (Put a Ring on It)", da cantora Beyoncé, iniciou a sua corrida no topo no ano anterior e foi, portanto, excluída.

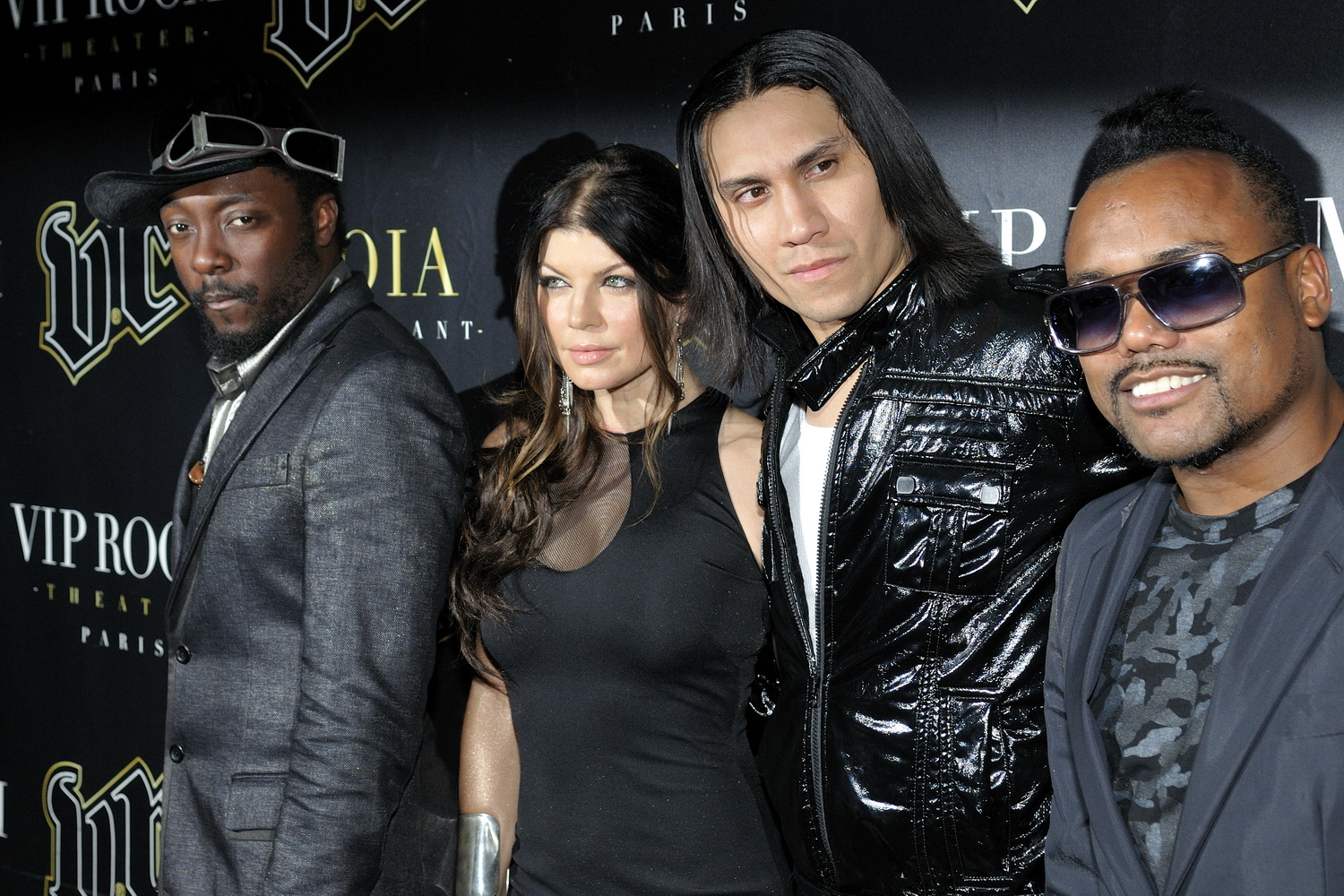
The Black Eyed Peas quebraram o recorde de maior período ininterrupto na liderança da história da tabela. Além disso, "I Gotta Feeling" foi o tema que por mais tempo ocupou o topo em 2009, contudo, foi "Boom Boom Pow" o mais bem sucedido do ano.

O ano abriu com "Just Dance", de Lady Gaga com participação de Colby O'Donis, a 17 de Janeiro, e terminou com "Empire State of Mind", do rapper Jay-Z com participação de Alicia Keys, a 26 de Dezembro. Em 2009, seis artistas conseguiram posicionar um single no número um da Hot 100 pela primeira vez, quer como artista principal ou como convidado. Eles são: Gaga, O'Donis, a banda The Black Eyed Peas, Jay Sean, Jason Derulo e Owl City. Embora tenha alcançado a primeira posição da tabela anteriormente com três singles, "Empire State of Mind" foi o primeiro no qual Jay-Z é creditado como artista principal e também o quarto de Keys a atingir o pico da tabela.
Ambos Gaga e The Black Eyed Peas posicionaram dois temas na primeira colocação, todavia, foram os The Black Eyed Peas ocuparam o topo da Hot 100 por mais tempo, com um recorde de 26 semanas consecutivas — arrancando o título estabelecido por Usher em 2004 — alcançado através das canções "I Gotta Feeling", que com quatorze semanas foi a que por mais tempo permaneceu na primeira colocação, e "Boom Boom Pow", que embora tenha liderado por apenas doze semanas foi a mais bem-sucedida do ano. "I Gotta Feeling" empatou com "We Belong Together" (2005) de Mariah Carey como as canções com o maior tempo de permanência na primeira colocação da tabela na década de 2000. Além disso, os The Black Eyed Peas foram o nono artista a se substituir na primeira colocação da tabela. Não obstante, Gaga marcou a primeira vez que uma artista conseguia posicionar os dois singles de estreia no primeiro lugar desde Christina Aguilera em 2000.
Notáveis destaques de 2009 na Billboard Hot 100 incluem Kelly Clarkson com "My Life Would Suck Without You", quebrou o recorde de maior salto para o número um, subindo do posto 97 para o primeiro. Este recorde pertencia anteriormente a Clarkson, que o estabeleceu em 2002 com "A Moment Like This". "Crack a Bottle", de Eminem com participação de Dr. Dre e 50 Cent, é também notável por saltar do número 78 para o um, bem como "Right Round" de Flo Rida, que subiu do posto 74 para o primeiro, a quarta e a quinta maiores ascensões ao topo da história da tabela. Além de ser o décimo quarto da história da tabela a estrear no primeiro posto, o tema "3", de Britney Spears, tornou-se no único que não fosse de estreia de um concorrente do American Idol a estrear no número um na década de 2000. "Down" fez de Jay Sean o primeiro artista de origem indiana a alcançar o cume da Hot 100.

## Histórico

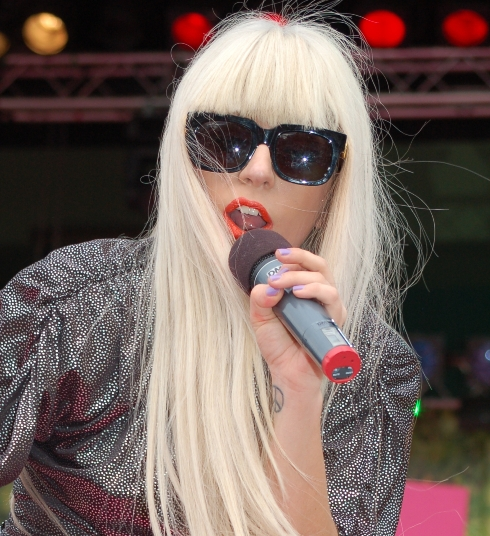
"Just Dance" e "Poker Face" fizeram de Lady Gaga o primeiro artista em nove anos a ter dois singles consecutivos no topo.

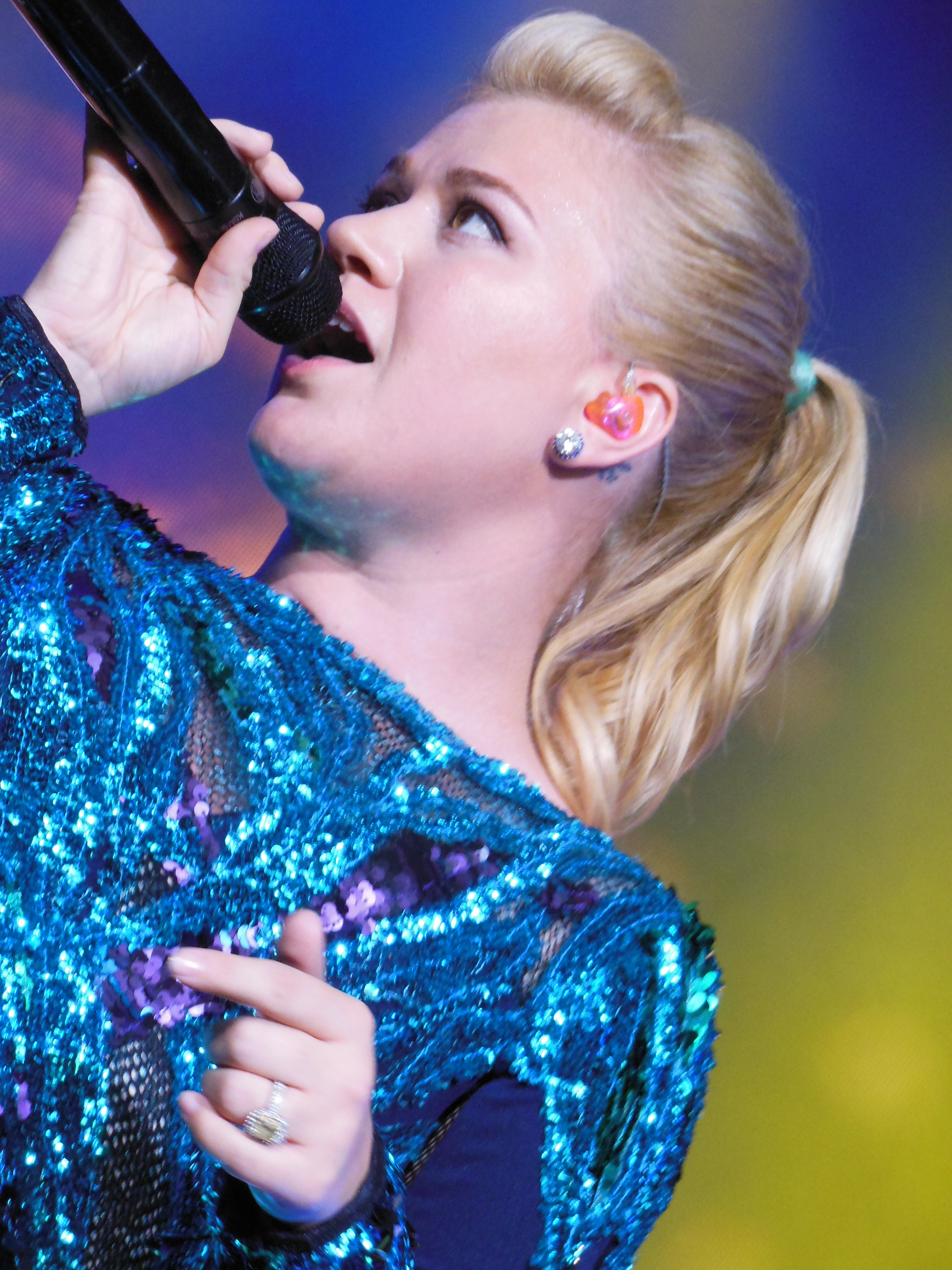
Com "My Life Would Suck Without You", Kelly Clarkson quebrou o recorde do maior salto para a primeira posição na Hot 100, um recorde anteriormente estabelecido por si mesma.

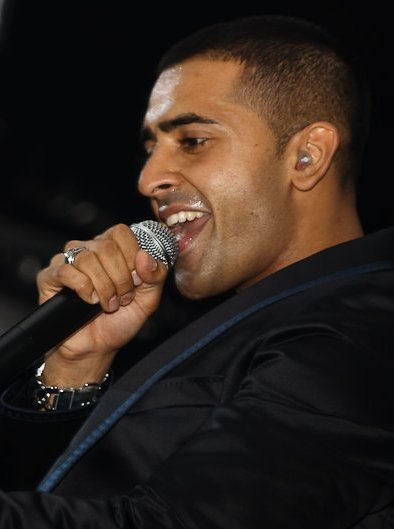
"Down" fez de Jay Sean o primeiro artista de origem indiana a alcançar o cume da Hot 100.

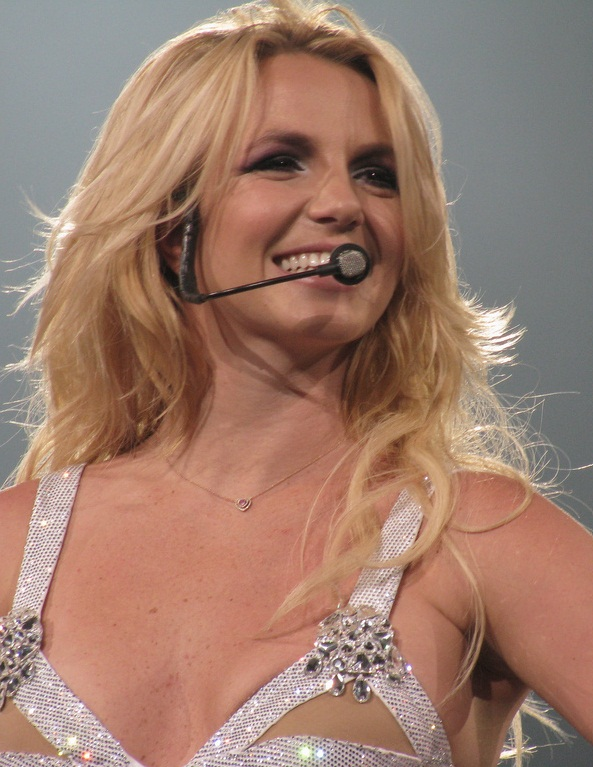
"3", de Britney Spears, marcou a décima quarta vez que uma canção estreava no topo da Hot 100.

|  | Denota o single com o melhor desempenho do ano. |

| Data            | Canção                             | Artista(s)                                  | Ref.   |
| --------------- | ---------------------------------- | ------------------------------------------- | ------ |
| 3 de Janeiro    | "Single Ladies (Put A Ring On It)" | Beyoncé                                     | [ 8 ]  |
| 10 de Janeiro   | "Single Ladies (Put A Ring On It)" | Beyoncé                                     | [ 9 ]  |
| 17 de Janeiro   | "Just Dance"                       | Lady Gaga com participação de Colby O'Donis | [ 10 ] |
| 24 de Janeiro   | "Just Dance"                       | Lady Gaga com participação de Colby O'Donis | [ 11 ] |
| 31 de Janeiro   | "Just Dance"                       | Lady Gaga com participação de Colby O'Donis | [ 12 ] |
| 7 de Fevereiro  | "My Life Would Suck Without You"   | Kelly Clarkson                              | [ 13 ] |
| 14 de Fevereiro | "My Life Would Suck Without You"   | Kelly Clarkson                              | [ 14 ] |
| 21 de Fevereiro | "Crack a Bottle"                   | Eminem com participação de Dr.Dre e 50 Cent | [ 15 ] |
| 28 de Fevereiro | "Right Round"                      | Flo Rida                                    | [ 16 ] |
| 7 de Março      | "Right Round"                      | Flo Rida                                    | [ 17 ] |
| 14 de Março     | "Right Round"                      | Flo Rida                                    | [ 18 ] |
| 21 de Março     | "Right Round"                      | Flo Rida                                    | [ 19 ] |
| 28 de Março     | "Right Round"                      | Flo Rida                                    | [ 20 ] |
| 4 de Abril      | "Right Round"                      | Flo Rida                                    | [ 21 ] |
| 11 de Abril     | "Poker Face"                       | Lady Gaga                                   | [ 22 ] |
| 18 de Abril     | "Boom Boom Pow"                    | The Black Eyed Peas                         | [ 23 ] |
| 25 de Abril     | "Boom Boom Pow"                    | The Black Eyed Peas                         | [ 24 ] |
| 2 de Maio       | "Boom Boom Pow"                    | The Black Eyed Peas                         | [ 25 ] |
| 9 de Maio       | "Boom Boom Pow"                    | The Black Eyed Peas                         | [ 26 ] |
| 16 de Maio      | "Boom Boom Pow"                    | The Black Eyed Peas                         | [ 27 ] |
| 23 de Maio      | "Boom Boom Pow"                    | The Black Eyed Peas                         | [ 28 ] |
| 30 de Maio      | "Boom Boom Pow"                    | The Black Eyed Peas                         | [ 29 ] |
| 6 de Junho      | "Boom Boom Pow"                    | The Black Eyed Peas                         | [ 30 ] |
| 13 de Junho     | "Boom Boom Pow"                    | The Black Eyed Peas                         | [ 31 ] |
| 20 de Junho     | "Boom Boom Pow"                    | The Black Eyed Peas                         | [ 32 ] |
| 27 de Junho     | "Boom Boom Pow"                    | The Black Eyed Peas                         | [ 33 ] |
| 4 de Julho      | "Boom Boom Pow"                    | The Black Eyed Peas                         | [ 34 ] |
| 11 de Julho     | "I Gotta Feeling"                  | The Black Eyed Peas                         | [ 35 ] |
| 18 de Julho     | "I Gotta Feeling"                  | The Black Eyed Peas                         | [ 36 ] |
| 25 de Julho     | "I Gotta Feeling"                  | The Black Eyed Peas                         | [ 37 ] |
| 1 de Agosto     | "I Gotta Feeling"                  | The Black Eyed Peas                         | [ 38 ] |
| 8 de Agosto     | "I Gotta Feeling"                  | The Black Eyed Peas                         | [ 39 ] |
| 15 de Agosto    | "I Gotta Feeling"                  | The Black Eyed Peas                         | [ 40 ] |
| 22 de Agosto    | "I Gotta Feeling"                  | The Black Eyed Peas                         | [ 41 ] |
| 29 de Agosto    | "I Gotta Feeling"                  | The Black Eyed Peas                         | [ 42 ] |
| 5 de Setembro   | "I Gotta Feeling"                  | The Black Eyed Peas                         | [ 43 ] |
| 12 de Setembro  | "I Gotta Feeling"                  | The Black Eyed Peas                         | [ 44 ] |
| 19 de Setembro  | "I Gotta Feeling"                  | The Black Eyed Peas                         | [ 45 ] |
| 26 de Setembro  | "I Gotta Feeling"                  | The Black Eyed Peas                         | [ 46 ] |
| 3 de Outubro    | "I Gotta Feeling"                  | The Black Eyed Peas                         | [ 47 ] |
| 10 de Outubro   | "I Gotta Feeling"                  | The Black Eyed Peas                         | [ 48 ] |
| 17 de Outubro   | "Down"                             | Jay Sean com participação de Lil Wayne      | [ 49 ] |
| 24 de Outubro   | "3"                                | Britney Spears                              | [ 50 ] |
| 31 de Outubro   | "Down"                             | Jay Sean com participação de Lil Wayne      | [ 51 ] |
| 7 de Novembro   | "Fireflies"                        | Owl City                                    | [ 52 ] |
| 14 de Novembro  | "Whatcha Say"                      | Jason Derülo                                | [ 53 ] |
| 21 de Novembro  | "Fireflies"                        | Owl City                                    | [ 54 ] |
| 28 de Novembro  | "Empire State of Mind"             | Jay-Z com participação de Alicia Keys       | [ 55 ] |
| 5 de Dezembro   | "Empire State of Mind"             | Jay-Z com participação de Alicia Keys       | [ 56 ] |
| 12 de Dezembro  | "Empire State of Mind"             | Jay-Z com participação de Alicia Keys       | [ 57 ] |
| 19 de Dezembro  | "Empire State of Mind"             | Jay-Z com participação de Alicia Keys       | [ 58 ] |
| 26 de Dezembro  | "Empire State of Mind"             | Jay-Z com participação de Alicia Keys       | [ 59 ] |